# گمینا کییه
گمینا کییه (به لهستانی:  Gmina Kije) یک گمینا در لهستان است که در شهرستان پینگچوف واقع شده‌است. گمینا کییه ۹۹٫۲۶ کیلومتر مربع مساحت و ۴٬۶۲۴ نفر جمعیت دارد.